# Dendrothele
Dendrothele Höhn. & Litsch. (drzewkostrzępka) – rodzaj grzybów z rzędu pieczarkowców (Agaricales).

## Charakterystyka
Grzyby kortycjoidalne o bazydiokarpie rozpostartym, często kolistym, o barwie od białawej do ochrowej. Hymenofor gładki, grudkowaty lub brodawkowaty, brzeg zwykle określony i ostry. System strzępkowy monomityczny, strzępki ze sprzążkami lub bez, ze względu na krystaliczne wypełnienie sprzążki są bardzo trudne do odróżnienia. Cystydy czasami występują, liczne są inkrustowane dendrohyfidy. Podstawki duże, szeroko cylindryczne lub maczugowate, z czterema sterigmami, rzadko z dwoma lub trzema. Bazydiospory cienkościenne lub nieco grubościenne, zwykle gładkie lub brodawkowate, w odczynniku Melzera nieamyloidalne lub lekko amyloidalne, zwykle o cyjanofilnych ścianach.
Dendrothele wydaje się być rodzajem heterogenicznym. Kilka analiz molekularnych wykazało, że jest wysoce polifiletyczny. Rozwija się na korze żywych drzew (podano tylko kilka stanowisk gatunków Dendrothele na zbutwiałym drewnie), ma zwykle kolisty owocnik, liczne dendrohyfidy, kryształki w kontekście i duże bazydiospory o wyraźnych i przeważnie cyjanofilnych ścianach.

## Systematyka i nazewnictwo
Pozycja w klasyfikacji według Index Fungorum: Incertae sedis, Agaricales, Agaricomycetidae, Agaricomycetes, Agaricomycotina, Basidiomycota, Fungi.
Synonim naukowy: Aleurocorticium P.A. Lemke.
Polską nazwę nadał Władysław Wojewoda w 1999 r. W polskim piśmiennictwie mykologicznym należące do tego rodzaju gatunki opisywane były także jako pleśniak, płaskosz lub powłocznik.
Gatunki występujące w Polsce:
- Dendrothele acerina (Pers.) P.A. Lemke 1965 – drzewkostrzępka klonowa
- Dendrothele alliacea (Quél.) P.A. Lemke 1965 – drzewkostrzępka wąskozarodnikowa
- Dendrothele commixta (Höhn. & Litsch.) J. Erikss. & Ryvarden 1975 – drzewkostrzępka porostowata
- Dendrothele griseocana (Bres.) Bourdot & Galzin 1913 – drzewkostrzępka szarofioletowa
- Dendrothele minima Duhem 2007[5]
- Dendrothele salicicola Pouzar & Kotl. 2010[5]
- Dendrothele wojewodae Pouzar 2001[5]

Nazwy naukowe na podstawie Index Fungorum. Wykaz gatunków i nazwy polskie według Władysława Wojewody i innych.